# Elattoneura vrijdaghi
Elattoneura vrijdaghi är en trollsländeart som beskrevs av Fraser 1954. Elattoneura vrijdaghi ingår i släktet Elattoneura och familjen Protoneuridae. IUCN kategoriserar arten globalt som livskraftig. Inga underarter finns listade i Catalogue of Life.